# الإريتريون
الإريتريون أو الشعب الإريتري هم السكان الأصليون لإريتريا، فضلاً عن كونهم من الشتات العالمي لإريتريا. يشكل الإريتريون عدة مجموعات عرقية مكون]، فعضها مرتبط بمجموعات عرقية تشكل الشعب الإثيوبي في إثيوبيا المجاورة ومجموعات شعبية في أجزاء أخرى من القرن الأفريقي . وتعترف حكومة إريتريا رسميًا بتسع من هذه المجموعات العرقية المكونة.
بدأت الهوية الوطنية الإريترية في التطور أثناء الصراع على أفريقيا، فندما ادعت إيطاليا أن إريتريا هي واحدة من مستعمراتها. وقد أدى ذلك إلى إنشاء حدود إريتريا الحالية. بعد هزيمة إيطاليا في الحرب العالمية الثانية والإدارة البريطانية اللاحقة لإريتريا، تم دمج المستعمرة السابقة مع إثيوبيا في عام 1952. تزايدت التوترات خلال الخمسينيات بين الإريتريين الراغبين في الاستقلال والحكومة الإثيوبية، وبلغت ذروتها في حرب الاستقلال الإريترية.